# Леодамант
Леодамант (дав.-гр. Λεοδάμας) — останній цар давньогрецького міста Мілет.
Походив з роду Нелеїдів. Царював на початку VII ст. до н. е., коли Мілет був втягнутий до Лелантської війни. За легендою здобув владу, після того як його дядько Фітрет не зміг здобути перемогу над млійцями. Сам Леодамант, натомість здійснив ризикований рейд на Евбею і захопив тамтешнє місто Карист. Проте на батьківщині проти царя вже готувалася змова. Леодамант був вбитий мілетянином Амфітром у той час, коли готувався до гекатомби на честь своєї перемоги. Царська влада у Мілеті була скасована.